# Conrad Reuter

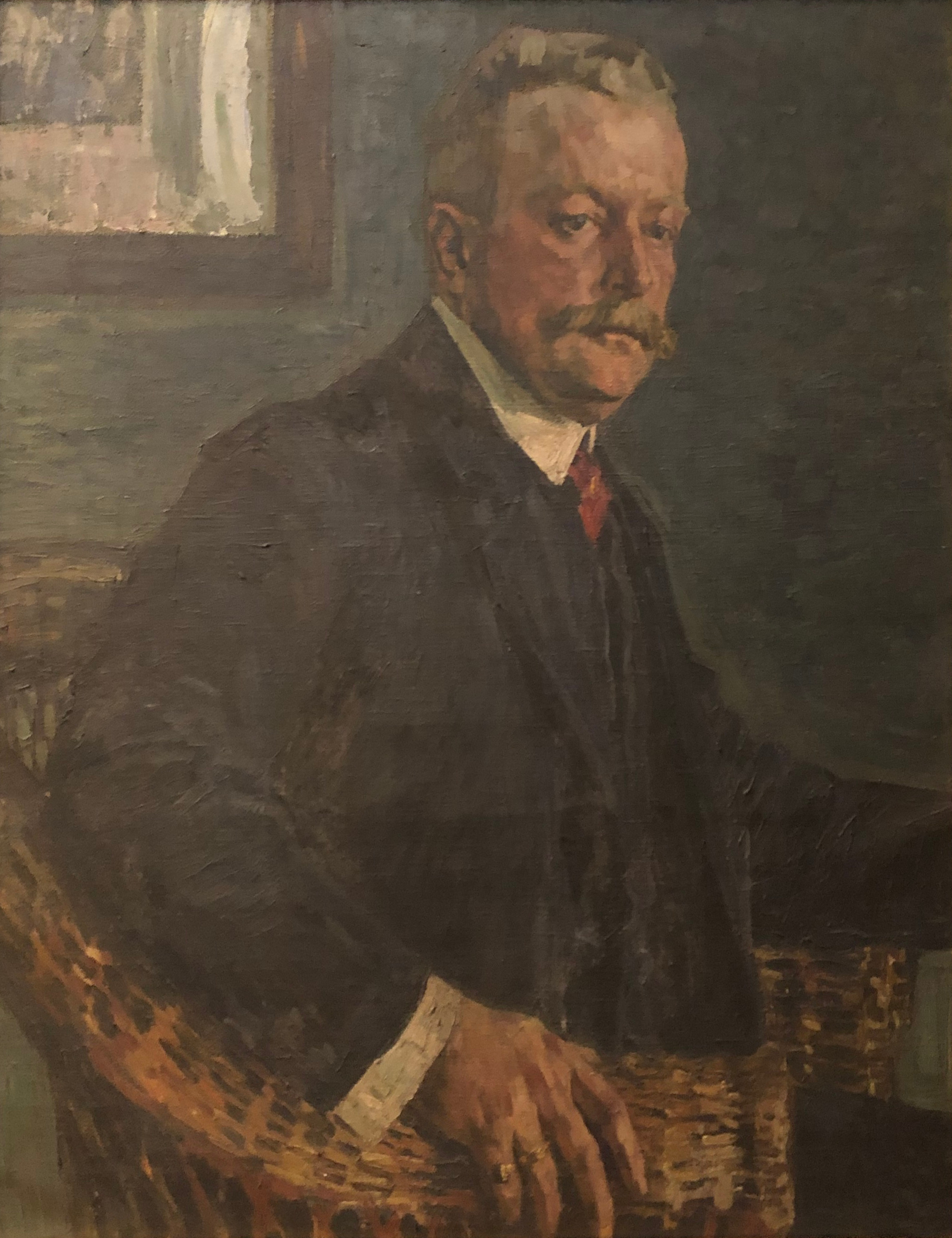
Porträt C. Reuter von Arthur Illies (1870–1952)

Johann Conrad Diercks Reuter (* 1832 in Apenrade; † 1895 in Eutin) war ein deutscher Geometer und Hofrat.

## Leben
Reuter, Sohn des Orgelbauers Andreas Reuter und Bruder von Rudolf Reuter, kam 1861 nach Helsingfors im damals russischen Großfürstentum Finnland, begründete dort das Polytechnikum, die heutige Aalto-Universität, mit und war von 1865 bis 1877 Stadtbaumeister.
1867 arbeitete er einen Stadtplan von Kotka aus. Zudem wirkte er von 1861 bis 1891 als Professor am Polytechnikum.
Sein Sohn war der Ingenieur Wolfgang Reuter.